# رابرت درزنین
رابرت درزنین (انگلیسی: Robert Drasnin؛ ۱۷ نوامبر ۱۹۲۷ – ۱۳ مه ۲۰۱۵) یک آهنگساز، نوازندهٔ کلارینت و رهبر ارکستر اهل ایالات متحده آمریکا بود.
از فیلم‌ها یا مجموعه‌های تلویزیونی که وی در آن‌ها نقش داشته است می‌توان به سفر به قعر دریا و منطقه نیمه‌روشن اشاره نمود.